# Willy Kreitz

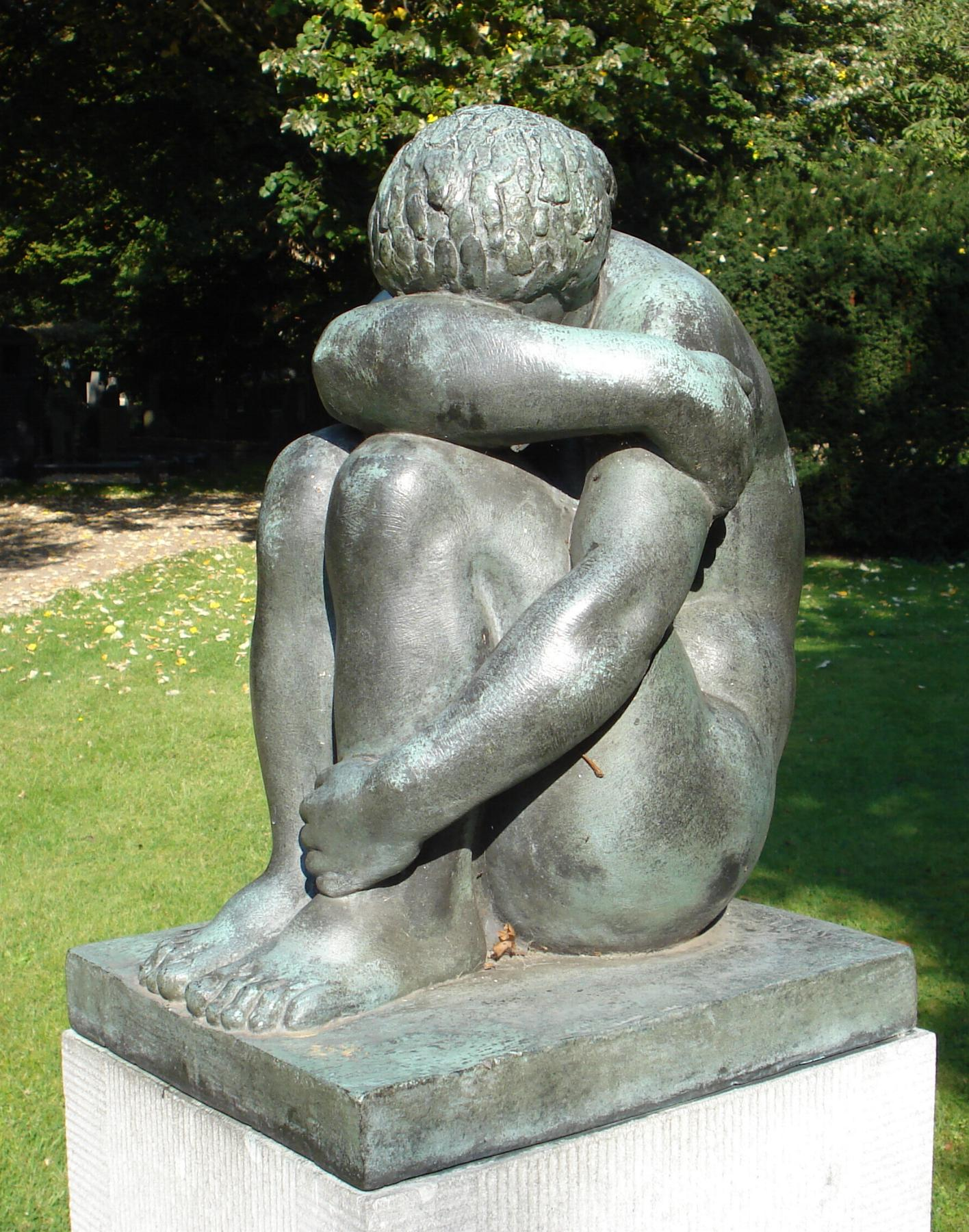
Kreitz: A gyászoló nő című alkotása (1965) a hollandiai Vlaardingenben

Wilhelm „Willy” Kreitz (Antwerpen, 1903. szeptember 21. – Uccle, 1982. július 3.) belga jégkorongozó, olimpikon, szobrász.
Az 1928. évi téli olimpiai játékokon játszott a jégkorongtornán a belga csapatban. Az A csoportba kerültek. Az első mérkőzésen kikaptak a britektől 7–3-ra, majd 3–2-re győztek a magyar válogatott ellen. Az utolsó csoport mérkőzésükön legyőzték a franciákat 3–1-re. A csoportból csak az első helyezett brit csapat jutott tovább. A belga csapat a második lett. Összesítésben az 5. A 3 mérkőzésen 3 gólt ütött, minden csapatnak 1-et.
Az 1936. évi téli olimpiai játékokon visszatért a jégkorongtornára a belga csapatban. Az C csoportba kerültek. Az első mérkőzésen kikaptak a magyar válogatottól 11–2-ra, majd szintén kikaptak 5–0-ra a csehszlovák válogatottól. Az utolsó csoport mérkőzésükön is kikaptak a franciáktól 4–2-re. Összesítésben az utolsó előtti, 14. lettek. A 3 mérkőzésen 2 gólt ütött.
Négy jégkorong-világbajnokságon is játszott: az 1930-ason, 1933-ason, 1934-esen és az 1935-ösön. Érmet nem nyert.
Klubcsapata a antwerpeni CPA volt.
Az 1936-os nyári olimpián indult művészeti versenyeken is.